# Lucretilis antennata
Lucretilis antennata är en insektsart som beskrevs av Bolívar, I. 1898. Lucretilis antennata ingår i släktet Lucretilis och familjen gräshoppor. Inga underarter finns listade i Catalogue of Life.